# صالحة سلطان بنت أحمد
صالحة سلطان بنت أحمد هي ابنة السلطان العثماني أحمد الثالث. وُلدت في 20 أبريل 1715 في أدرنة، وتوفيت في 11 أكتوبر 1778 في إسطنبول.